# زبان فرانسوی در لبنان

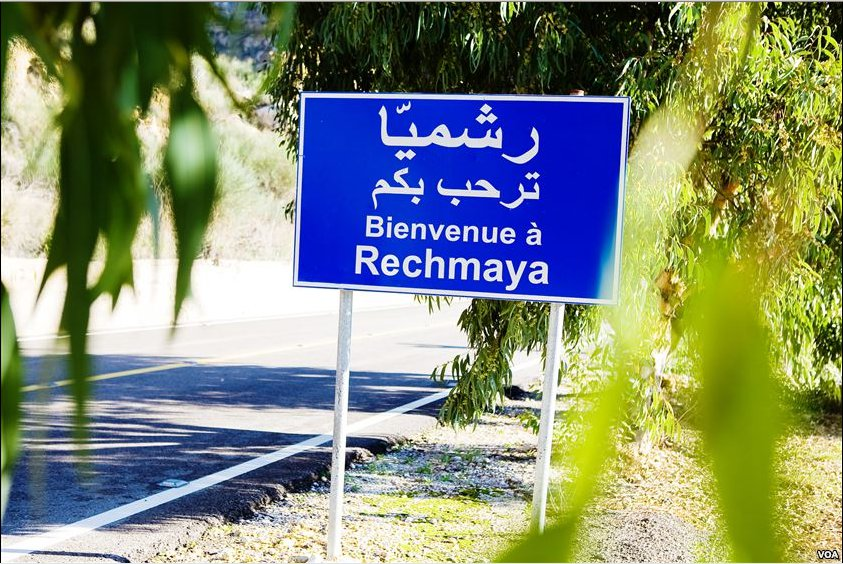
تابلوی شهر به زبان عربی معیار و فرانسوی در ورودی رشمیا، لبنان.

فرانسوی زبان دوم لبنان است، که حدود ۵۰ درصد از جمعیت آن فرانسوی‌زبان هستند.  قانونی در لبنان وجود دارد که مواردی را که در آن زبان فرانسوی باید در داخل دولت استفاده شود، تعیین می‌کند. در این کشور اغلب از فرانسوی به عنوان یک زبان ارجمند برای تجارت، دیپلماسی و آموزش استفاده می‌شود.

## پیشینه
استفاده از زبان فرانسوی میراثی از زمان جنگ‌های صلیبی فرانسه و فرمانروایی فرانسه در منطقه، از جمله قیومیت اتحادیه ملل بر لبنان پس از جنگ جهانی اول است. در سال ۲۰۰۴، حدود ۲۰ درصد از مردم لبنان به‌طور روزانه از زبان فرانسوی استفاده می‌کردند.

## نقش و هدف

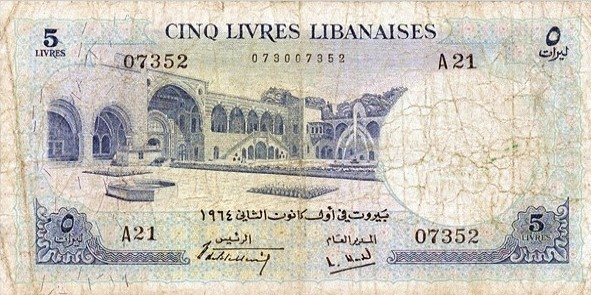
اسکناس ۵ لیره(پوند) لبنانی؛ بر روی تمامی سکه‌ها و اسکناس‌های لبنانی از دو زبان «عربی» و «فرانسوی» استفاده شده‌است.

جمهوری مستقل لبنان که قبلاً تحت قیومیت فرانسه بود، زبان عربی را به عنوان تنها زبان رسمی خود تعیین کرد، در حالی که قانون خاصی مواردی را تنظیم می‌کند که فرانسوی می‌تواند به‌طور عمومی استفاده شود.

در اصل ۱۱ قانون اساسی لبنان آمده‌است:
«عربی زبان رسمی ملی است. قانون موارد استفاده از زبان فرانسوی را تعیین می‌کند.»
 زبان فرانسوی در اسکناس‌های پوند لبنان، علائم جاده‌ای، پلاک‌های خودرو و ساختمان‌های عمومی در کنار عربی استفاده می‌شود.
بیشتر مردم لبنان به زبان عربی لبنانی صحبت می‌کنند که در یک دسته بزرگتر به نام عربی شامی دسته‌بندی می‌شود، در حالی که عربی نوین معیار بیشتر در مجلات، روزنامه‌ها و رسانه‌های رسمی استفاده می‌شود. کدگزینی میان عربی و فرانسوی بسیار رایج است.
تقریباً ۴۰ درصد از لبنانی‌ها فرانسوی‌زبان و ۱۵ درصد دیگر تاحدودی فرانسوی‌زبان در نظر گرفته می‌شوند و ۷۰٪ از مدارس متوسطه لبنان از زبان فرانسوی به عنوان زبان دوم آموزشی استفاده می‌کنند. در مقایسه، انگلیسی به عنوان زبان دوم در ۳۰ درصد از مدارس متوسطه لبنان استفاده می‌شود. استفاده از زبان عربی توسط جوانان تحصیل کرده لبنان رو به کاهش است، زیرا آن‌ها معمولاً ترجیح می‌دهند به زبان فرانسوی و تا حدی انگلیسی صحبت کنند. این همچنین واکنشی به دیدگاه منفی دربارهٔ عربی پس از حملات ۱۱ سپتامبر است.

## نگرش به فرانسوی

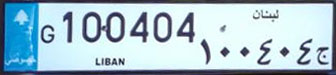
پلاک لبنانی با نوشته فرانسوی «Liban».

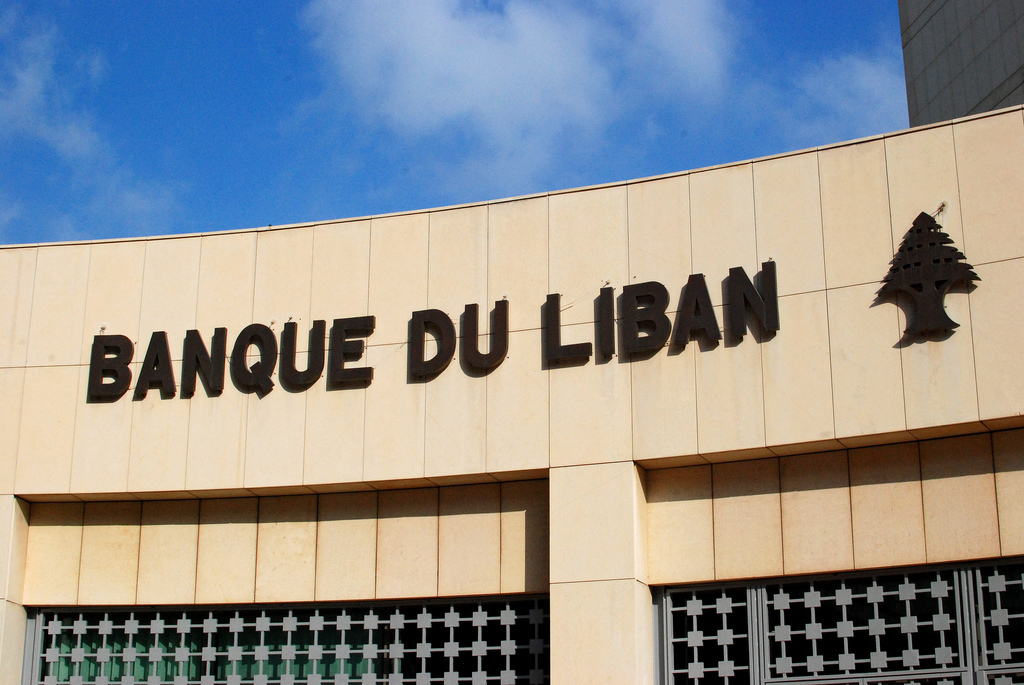
تابلوی فرانسوی زبان «Banque du Liban» در دفتر مرکزی بانک لبنان.

فرانسوی و انگلیسی زبان‌های دوم لبنان هستند و حدود ۴۰ تا ۴۵ درصد از مردم این کشور به عنوان زبان دوم، فرانسوی و ۳۰ درصد انگلیسی‌زبان هستند.  علاوه بر ۴۰ تا ۴۵ درصد لبنانی‌ها که فرانسوی‌زبان هستند، ۱۵ درصد دیگر نیز تاحدودی فرانسوی‌زبان در نظر گرفته می‌شوند و ۷۰ درصد مدارس متوسطه لبنان از زبان فرانسوی به عنوان زبان دوم آموزشی استفاده می‌کنند. استفاده از زبان انگلیسی در محیط کسب و کار و رسانه در حال رشد است. از حدود ۹۰۰٬۰۰۰ دانش آموز لبنان، حدود ۵۰۰٬۰۰۰ نفر در مدارس فرانسوی‌زبان دولتی یا خصوصی ثبت نام می‌کنند که در آن‌ها تدریس ریاضیات و موضوعات علمی به زبان فرانسوی ارائه می‌شود.  استفاده واقعی از زبان فرانسوی بسته به منطقه و موقعیت اجتماعی متفاوت است. یک سوم دانش آموزان دبیرستانی که به زبان فرانسوی تحصیل می‌کنند، تحصیلات عالی را در مؤسسات انگلیسی‌زبان ادامه می‌دهند. انگلیسی زبان تجارت و ارتباطات است و زبان فرانسوی عنصری از تمایز اجتماعی است که به دلیل ارزش عاطفی و تاریخی آن انتخاب شده‌است.  در سال ۱۹۹۷، دولت لبنان متعهد به سیاست سه‌زبانه بودن در آموزش، از جمله فرانسوی و انگلیسی در کنار زبان رسمی عربی در برنامه درسی شد. L'Orient-Le Jour یک روزنامه فرانسوی‌زبان در لبنان است.

## آثار یادشده
- Aithnard, Aminata (2014). La langue française dans le monde 2014 (PDF) (به فرانسوی). Nathan. ISBN 978-2-09-882654-0. Archived from the original (PDF) on 12 April 2015. Retrieved 5 April 2015.